# An-Nazla al-Gharbiya
An-Nazla al-Gharbiya, en arabe : النزله الغربيه, est une ville du gouvernorat de Tulkarem en Palestine, au nord-ouest de la Cisjordanie. Elle est située à 16 kilomètres au nord de Tulkarem. Selon le recensement du Bureau central palestinien des statistiques, la localité compte une population de 1 110 habitants en 2017.